# 알프드오트프로방스주의 캉통
프랑스 알프드오트프로방스주에는 총 15개의 캉통이 속해 있다. 2015년 3월 행정구역 총개편으로 인해 현재는 다음과 같이 설치되어 있다.
- 바르슬로네트
- 카스텔란
- 샤토아르누생토방
- 디뉴레뱅 1
- 디뉴레뱅 2
- 포르칼키에
- 마노스크 1
- 마노스크 2
- 마노스크 3
- 오레송
- 렐란
- 리에즈
- 센
- 시스테롱
- 발랑솔